# Amtsgericht Singen (Hohentwiel)
Das Amtsgericht Singen (Hohentwiel) ist ein Gericht der ordentlichen Gerichtsbarkeit und eines von sieben Amtsgerichten (AG) im Landgerichtsbezirk Konstanz.

## Gerichtssitz und -bezirk
Das Gericht hat seinen Sitz in Singen (Hohentwiel) (Erzbergerstraße 28)  und ist für die Gemeinden Aach, Büsingen, Engen, Gailingen, Gottmadingen, Hilzingen, Mühlhausen-Ehingen, Rielasingen-Worblingen, Singen, Steißlingen, Tengen und Volkertshausen zuständig.
Grundsätzlich werden alle Zivil- und Strafsachen sowie Zwangsversteigerungs- und Zwangsverwaltungssachen für das Amtsgericht Radolfzell verhandelt.
In Insolvenzsachen ist das Amtsgericht Konstanz auch für den Bezirk des Amtsgerichts Singen zuständig. In Handels- und Genossenschaftsregistersachen ist das Amtsgericht Freiburg im Breisgau zuständig.
Das Amtsgericht Singen (Hohentwiel) ist Landwirtschaftsgericht für den Landgerichtsbezirk Konstanz.

## Übergeordnete Gerichte
Dem Amtsgericht Singen ist das Landgericht Konstanz und diesem das Oberlandesgericht Karlsruhe übergeordnet.